# Сантравидаснагар
Сантравидаснагар (англ. Sant Ravidas Nagar) — округ в индийском штате Уттар-Прадеш. Образован 30 июня 1994 года. Административный центр — город Гьянпур. Площадь округа — 960 км². По данным всеиндийской переписи 2001 года население округа составляло 1 353 705 человек. Уровень грамотности взрослого населения составлял 57,90 %, что немного ниже среднеиндийского уровня (59,5 %).